# 兔猴屬
兔猴屬（學名：Adapis）是一類已滅絕的兔猴科靈長類。牠們是由喬治·居維葉於1822年所命名，其下包括三個物種。